# 후쿠와타리역
후쿠와타리역(일본어: 福渡駅)은 일본 오카야마현 오카야마시 기타구에 위치한 서일본 여객철도 쓰야마 선의 철도역이다. 단선 1면 1선과 섬식 1면 2선의 구조를 합친 2면 3선 구조의 복합 승강장을 갖춘 지상역이다.

## 타는 곳
| 1 | ■ 쓰야마 선 | 상행 | 쓰야마 방면   |              |
| 2 | ■ 쓰야마 선 | 하행 | 오카야마 방면 |              |
| 3 | ■ 쓰야마 선 | 하행 | 오카야마 방면 | 당 역 시발만 |
| 3 | ■ 쓰야마 선 | 상행 | 쓰야마 방면   | 당 역 시발만 |

## 이용 현황
| 승차 인원 추이 | 승차 인원 추이 |
| 연도           | 1일 평균       |
| -------------- | -------------- |
| 1999           | 443            |
| 2000           | 420            |
| 2001           | 386            |
| 2002           | 378            |
| 2003           | 410            |
| 2004           | 398            |
| 2005           | 374            |
| 2006           | 312            |
| 2007           | 273            |
| 2008           | 269            |
| 2009           | 266            |
| 2010           | 261            |
| 2011           | 258            |
| 2012           | 238            |
| 2013           | 239            |
| 2014           | 243            |

## 역 주변
- 국도 제53호선 · 국도 제484호선
- 오카야마 시 기타 구청 다케베 지소
- 오카야마 시 소방국 기타 소방서 다케베 출장소
- 오카야마 · 다케베 의료복지전문학교

## 인접 역
| 서일본 여객철도 ■ 쓰야마 선 | 서일본 여객철도 ■ 쓰야마 선                  | 서일본 여객철도 ■ 쓰야마 선 |
| --------------------------- | -------------------------------------------- | --------------------------- |
| 유게 쓰야마 방면            | ■ 쾌속 '고토부키' (쓰야마 - 오카야마 간)     | 가나가와 오카야마 방면      |
| 고우메 쓰야마 방면          | ■ 쾌속 '고토부키' (후쿠와타리 - 오카야마 간) | 가나가와 오카야마 방면      |
| 고우메 쓰야마 방면          | ■ 보통                                       | 다케베 오카야마 방면        |